# Église Saint-Sernin d'Eroles
Pour les articles homonymes, voir église Saint-Sernin.
L'église Saint-Sernin d'Eroles est une église romane ruinée située à Ria-Sirach, dans le département français des Pyrénées-Orientales.